# HC Overpelt
Le HC Overpelt est un club belge de handball, situé à  Overpelt en province de Limbourg, le club évolue actuellement en Liga est.

## Histoire
Le HC Overpelt fut fondé en ?, il obtient donc le matricule 211.